# San Mamiliano in Valli
San Mamiliano in Valli ist eine Kirche in Siena, die dem heiligen Mamilianus gewidmet ist. Sie gehört zum Erzbistum Siena-Colle di Val d’Elsa-Montalcino und hat den Status einer Parochialkirche.

## Lage
Die Kirche befindet sich außerhalb der Stadtmauer von Siena an der nach Papst Pius II. benannten Straße Via Enea Silvio Piccolomini. Dadurch liegt sie an den verlaufsgleichen Straßen der Via Francigena und der Via Cassia. Die Kirche liegt ca. 1 km südlich des Stadttores Porta Romana zwischen den Flüssen Tressa und Bozzone.

## Geschichte
Die Kirche entstand im 13. Jahrhundert zusammen mit dem heute nicht mehr vorhandenen Hospital und Kloster Giuliano e Jacopo als Filiale des Hospitals in Altopascio. Frauen der Kamaldulenser aus Poggibonsi wurden 1257 dort untergebracht, um dem Krieg zwischen Siena und Florenz zu entgehen. 1258 kamen auf Anordnung vom 28. Januar von Papst Alexander IV. die Mönche von San Giorgio a Lapi hinzu. Seitdem unterstand der Komplex den Kamaldulensern. 1896 wurde die Kirche durch den Architekten Vittorio Mariani restauriert. Der Campanile wurde durch den Architekten Egisto Bellini 1936 umgestaltet, hierbei wurde der Stil der Gotik imitiert.

## Gebäude

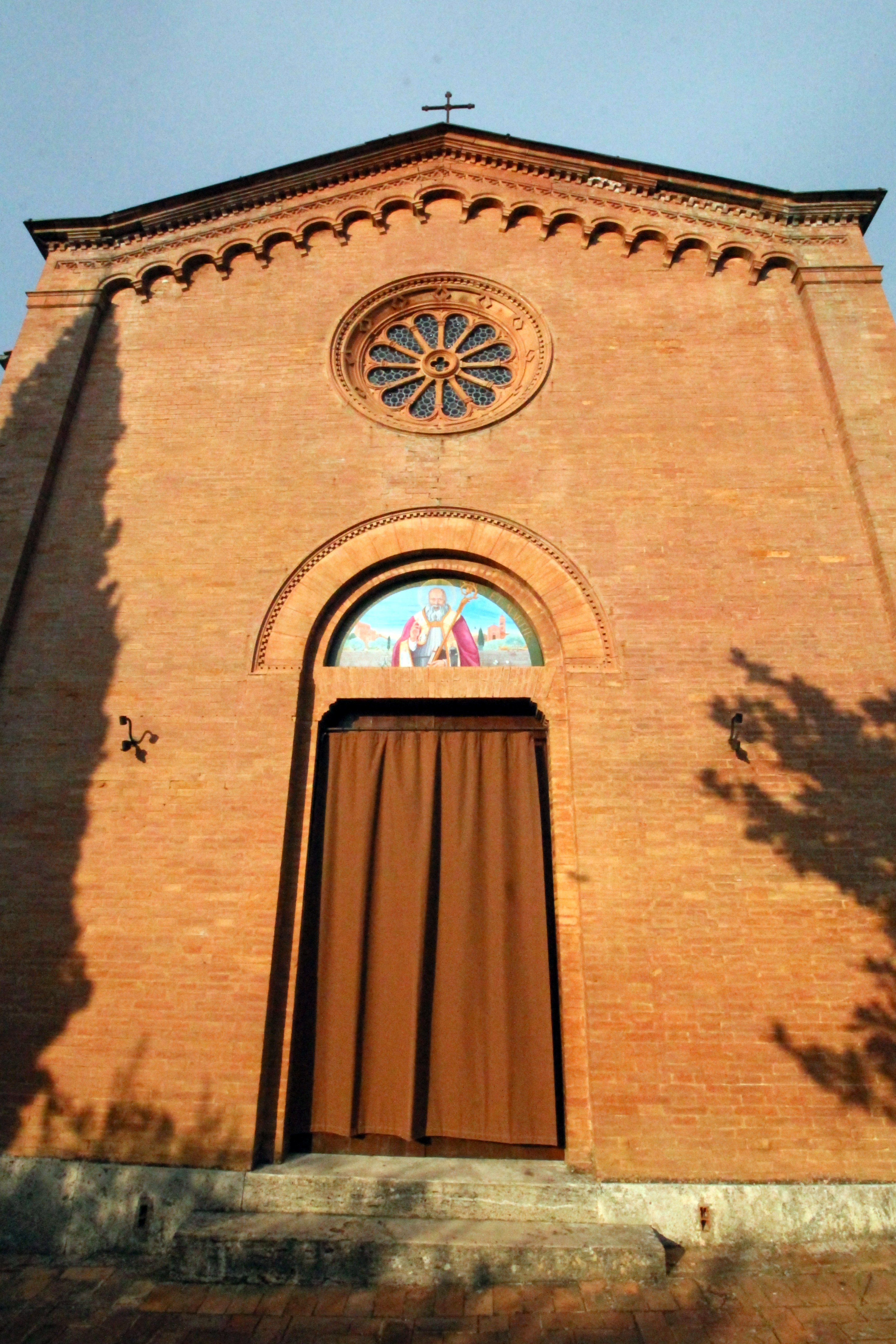
Fassade

Die Fassade mit Fensterrose besteht aus Mauerziegeln (Laterizio). Im Innenraum befinden sich drei Fresken. Zwei davon stammen von Biagio di Goro Ghezzi und zwar Madonna con Bambino e San Giovanni evangelista, auch Maestà genannt, und San Cristoforo. Beide Fresken sind stark beschädigt und stammen aus dem Jahr 1369. Das dritte Fresko (Annunciazione e i Santi Sebastiano e Ansano) stammt aus der zweiten Hälfte des 15. Jahrhunderts und wird dem Andrea di Niccolò (ca. 1440–1514) zugeschrieben. Die beiden Holzstatuen seitlich des Altars zeigen die heiligen Sant’Ansano und San Vittore. Sie wurden mehrfach übermalt und stammen von einem Künstler aus dem Umfeld des Giacomo Cozzarelli.

## Bilder

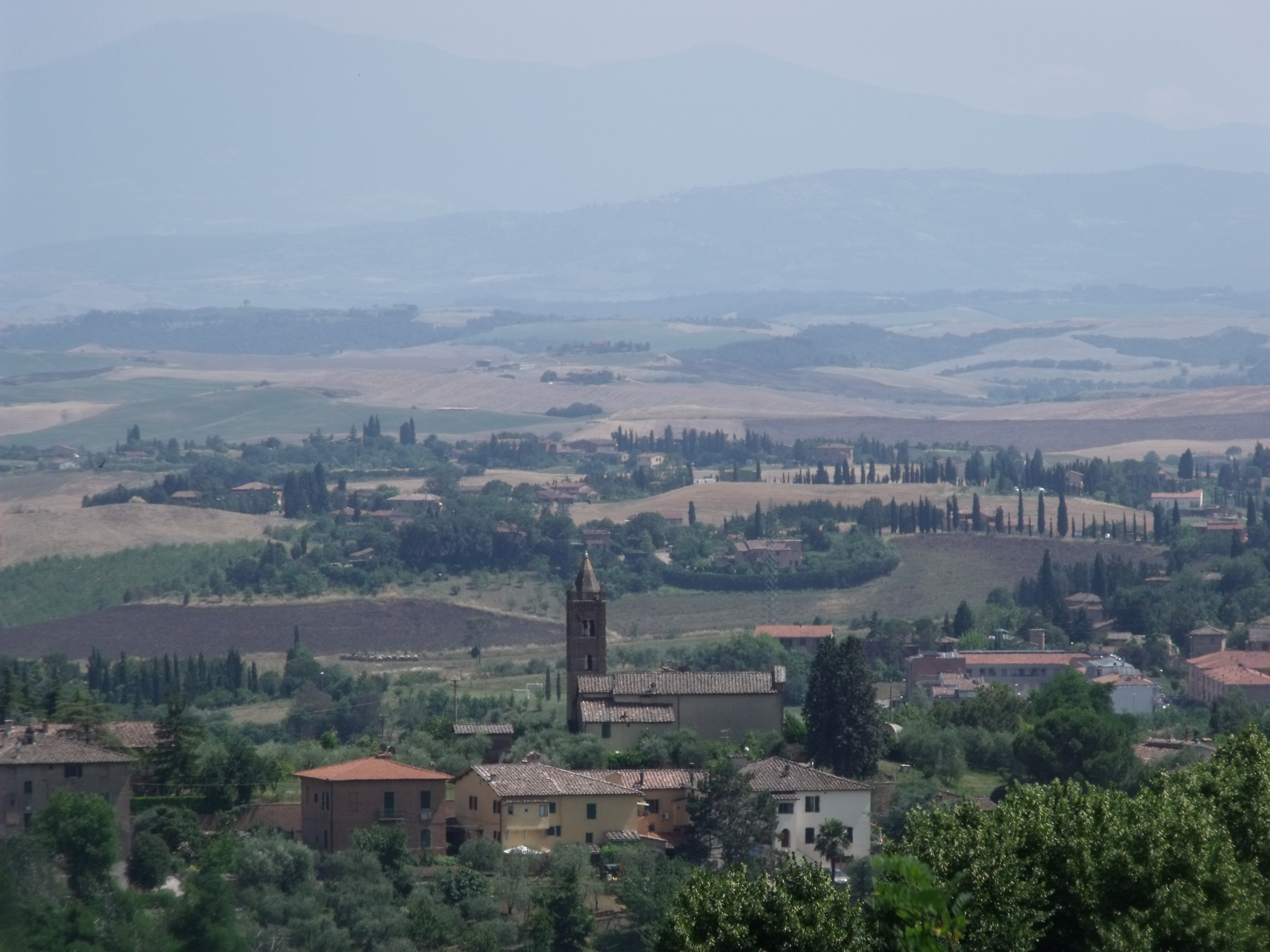
Panorama von San Mamiliano in Valli, im Hintergrund der Berg Amiata
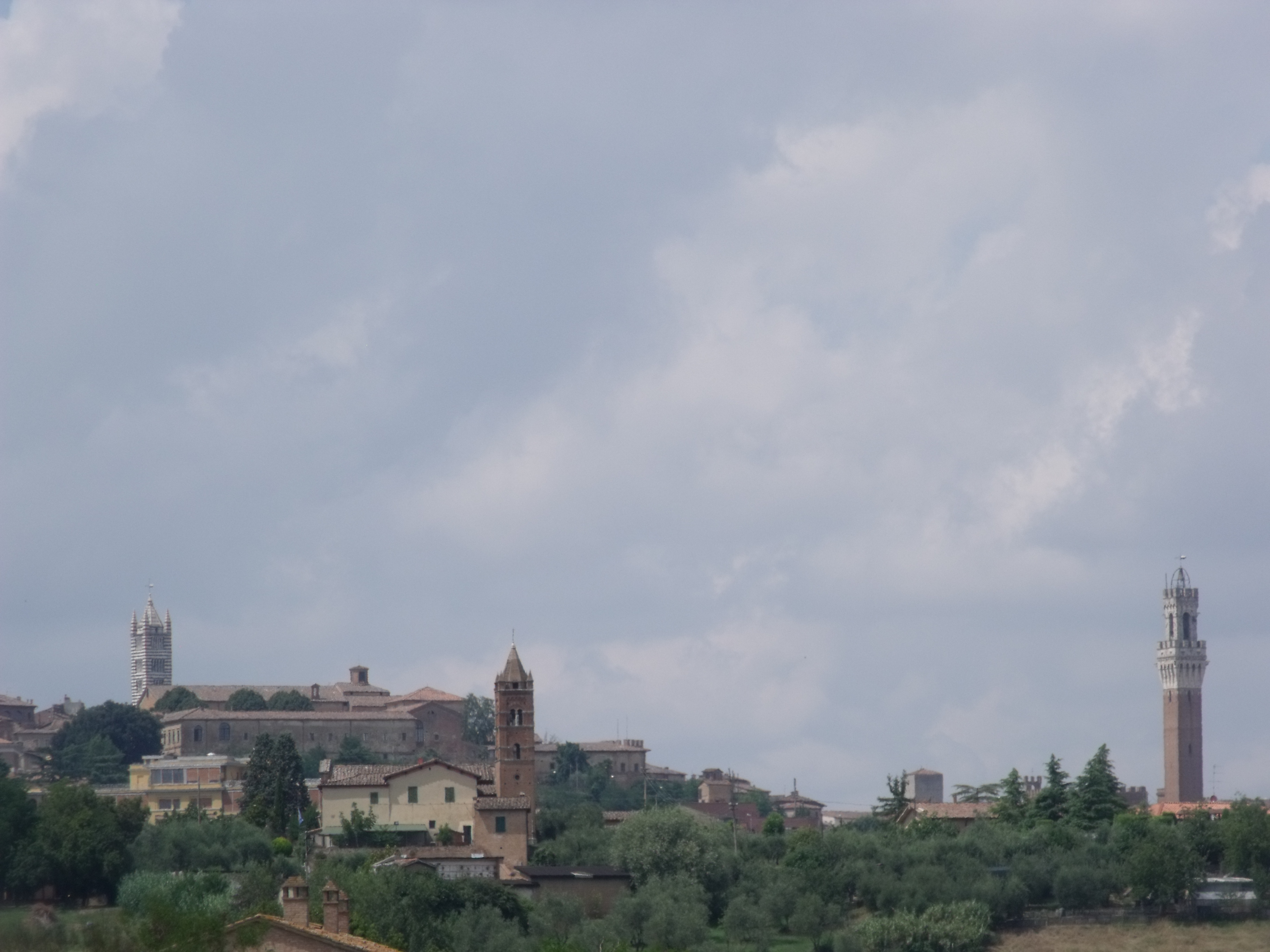
Der Campanile von San Mamiliano in Valli, links der Dom von Siena, rechts der Turm Torre del Mangia am Piazza del Campo
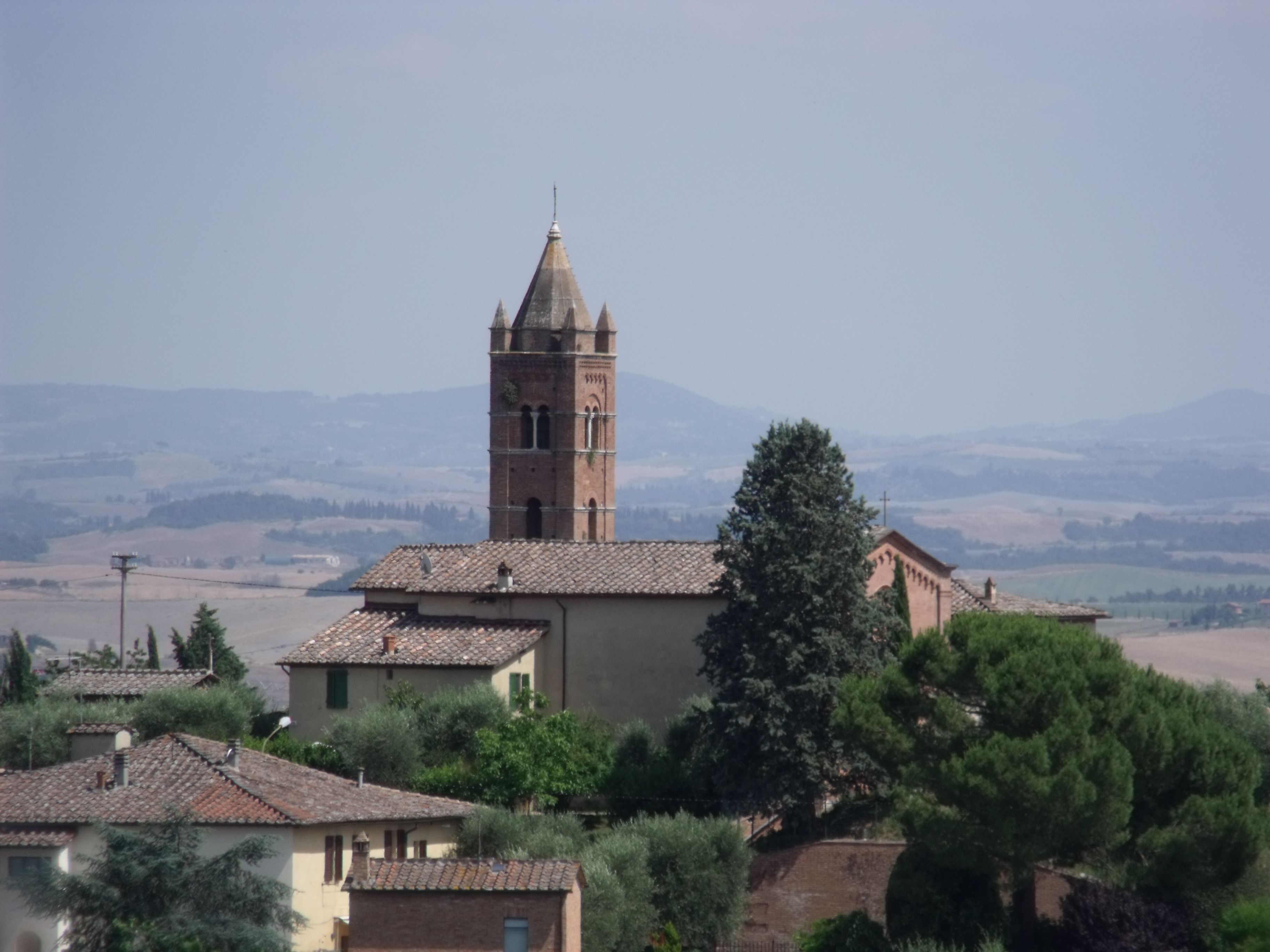
San Mamiliano in Valli von der Porta Tufi gesehen